# بيل تشيري
بيل تشيري (بالإنجليزية: Bill Cherry)‏ هو لاعب كرة قدم أمريكية أمريكي، ولد في 5 يناير 1961 في ديلاند في الولايات المتحدة.

## وصلات خارجية
- بيل تشيري على موقع مرجع كرة القدم المحترفة.كوم (الإنجليزية)